# Fúziós reaktor

Deutérium-trícium fúziója, a fúziós reaktor működésének alapelve

A fúziós reaktor olyan energiatermelő eszköz, amely az egyes atommagok egyesülésekor létrejövő energiatöbbletet hasznosítja. A Nap és a többi csillag ezen az elven termel energiát. A technológia jelenleg kísérleti fázisban van.

## Működése
A fúziós erőmű alapanyaga deutérium és lítium. A deutérium a hidrogén izotópja, a vízből viszonylag egyszerűen kivonható. A lítiumot besugárzással tríciumra bontják, ez is egy hidrogénizotóp. A tórusz formájú reaktorkamrába a trícium és deutérium keverékét juttatják be. 100-150 millió fokosra hevítik és az így keletkező ionokat körpályára kényszerítik mágneses térrel. A reakcióban hélium keletkezik, ami a légkörben is előforduló, semleges, nem sugárzó gáz. Egyszerre nagyjából 5 gramm üzemanyag van a reaktorkamrában, így annak megsérülése sem okozna különösebb környezeti sugárterhelést. A reaktor fala bórral ötvözött acél. Azért van benne bór, mert az jól befogja a reakció közben keletkező neutronokat, így megakadályozza, hogy a környezetbe kikerüljenek. A reaktor falát folyékony fémmel tervezik hűteni, az elvezetésre kerülő hővel pedig turbinákat hajtanak meg. A turbina villamos generátort működtet, amivel a villamos hálózatba lehet táplálni az áramot.

## A technológia előnyei
A fúziós erőmű tüzelőanyaga rendkívül nagy mennyiségben áll rendelkezésre a Földön (~1 millió évre elegendő). Nincs nagy mennyiségű sugárzó hulladék, így összehasonlíthatatlanul környezetkímélőbb, mint a hagyományos, urán alapú atomerőmű. A keletkezett energia könnyen árammá alakítható, és tetszőleges helyre elszállítható távvezetékeken.
A jelenleg működő nukleáris erőművekhez viszonyítva jelentős előnynek számít, hogy a technológia biztonságosabb, mivel üzemzavar esetén a fúziós folyamat leáll.

## Hátrányok
Hátránya, hogy sok csúcstechnológiai elem szükséges a megépítéséhez: hélium hűtőrendszer az abszolút nulla fok közelébe, szupravezető mágnesek, nagy energiájú felfűtő antennák, nagy teljesítményű tetródák, vákuumszivattyúk, divertorok stb.
A folyamat beindítása meglehetősen sok energiát igényel, üzemeltetéséhez pedig tríciumra van szükség, ami ugyan a folyamat során keletkezik, de pillanatnyilag kevés áll rendelkezésre belőle a Földön.

## Megvalósítása
A legrégebben kutatott és fejlesztett, a szovjetek által feltalált, tórusz formájú vákuumkamrával rendelkező berendezés a tokamak.
2008 óta a franciaországi Cadarache város mellett, nemzetközi összefogással épül egy ITER-nek nevezett kísérleti erőmű, amely már 500 MW leadására lesz képes, és aminek várható költsége 16 milliárd euró körül várható. Az első kereskedelmi célú fúziós reaktor, a hasonló nemzetközi összefogás keretében tervezett, 1500 MW-os DEMO erőmű üzembe állítását 2050-re tervezik.
2014-ben az amerikai Lockheed Martin vállalat bejelentette, hogy tíz éven belül fúziós erőművet épít.

## Alternatív koncepciók[4]
Jelenlegi szemszögből nézve nincs más olyan fejlettségű koncepció, amit energiatermeléshez tudnánk használni.
- Más fűtőanyagok, mint a deutérium és a trícium, még komolyabb tervezési nehézségeket állítanának. Mindössze a plazmafizikai kutatóeszközökben, ahol nem az energiatermelés a cél, dolgoznak tiszta deutériummal, a radioaktív trícium elkerülése érdekében.

- A tehetetlenségen alapuló koncepció az alapkutatási fázisban van, és elsősorban nem az erőművek fejlesztésére és kereskedelmi hasznosításra összpontosít.
- A hidegfúzió a legtöbb kutató szerint nem megvalósítható alternatíva. Az ismert fizika szerint ilyen eljárás energiafelszabadulással nem lehetséges.

## Fordítás
- Ez a szócikk részben vagy egészben  az   Iter című angol Wikipédia-szócikk fordításán alapul.  Az eredeti cikk szerkesztőit annak laptörténete sorolja fel. Ez a jelzés csupán a megfogalmazás eredetét és a szerzői jogokat jelzi, nem szolgál a cikkben szereplő információk forrásmegjelöléseként.
- Ez a szócikk részben vagy egészben  a   Joint European Torus című angol Wikipédia-szócikk fordításán alapul.  Az eredeti cikk szerkesztőit annak laptörténete sorolja fel. Ez a jelzés csupán a megfogalmazás eredetét és a szerzői jogokat jelzi, nem szolgál a cikkben szereplő információk forrásmegjelöléseként.
- Ez a szócikk részben vagy egészben  az   EFDA című angol Wikipédia-szócikk fordításán alapul.  Az eredeti cikk szerkesztőit annak laptörténete sorolja fel. Ez a jelzés csupán a megfogalmazás eredetét és a szerzői jogokat jelzi, nem szolgál a cikkben szereplő információk forrásmegjelöléseként.
- Ez a szócikk részben vagy egészben  a   Kernfusionsreaktor című német Wikipédia-szócikk ezen változatának fordításán alapul.  Az eredeti cikk szerkesztőit annak laptörténete sorolja fel. Ez a jelzés csupán a megfogalmazás eredetét és a szerzői jogokat jelzi, nem szolgál a cikkben szereplő információk forrásmegjelöléseként.